# Аматово
Аматово (на гръцки: Άσπρος, Аспрос, до 1928 година катаревуса Αμάτοβον, Аматовон, димотики Αμάτοβο, Аматово) е село в Гърция, дем Пеония, област Централна Македония.

## География
Селото е разположено на 60 m надморска височина, на левия бряг на Вардар (Аксиос) на 13 km южно от град Ругуновец (Поликастро). Край него е почти пресушеното Аматовско езеро.

## История

### Праистория
На 1,5 km северно от селото е открита праисторическа селищна могила от бронзовата епоха. На 300 m северно от селищната могила има трапецовиден хълм с остатъци от обитаване от бронзовата епоха. В 1987 година двете места са обявени за защитен паметник. В 1994 година защитената зона е разширена.

### В Османската империя
В „Етнография на вилаетите Адрианопол, Монастир и Салоника“, издадена в Константинопол в 1878 година и отразяваща статистиката на населението от 1873 година, Хаматово (Hamatovo) е посочено като селище в каза Аврет Хисар (Кукуш) с 40 домакинства, като жителите му са 194 българи. Според статистиката на Васил Кънчов („Македония. Етнография и статистика“) в 1900 година селото има 115 жители турци.
След Илинденското въстание в 1904 година цялото село минава под върховенството на Българската екзархия. По данни на секретаря на екзархията Димитър Мишев в 1905 година в Аматово (Amatovo) има 280 българи екзархисти.
В „Свети Йоан Богослов“ има икони на Зисис Папаконстантину и Димитър Вангелов.
Боривое Милоевич пише в 1921 година („Южна Македония“), че Аматово има 30 къщи „славяни християни“.

### В Гърция
След Междусъюзническата война в 1913 година Аматово остава в Гърция. В 1914 година населението му се изселва в България. На негово място са заселени първоначално три, а по-късно още гръцк бежански семейства.
Българското население на Аматово се изселва в България и в 20-те година в Аматово са настанени бежанци от България, включително от българския град Бяла. В 1928 година селото е прекръстено на Аспрос, в превод Бял. В 1928 година селото е изцяло бежанско със 175 семейства и 621 души гърци бежанци.
Населението традиционно се занимава с отглеждане на жито, памук, тютюн и краварство.
| Име    | Име      | Ново име  | Ново име  | Описание                                       |
| ------ | -------- | --------- | --------- | ---------------------------------------------- |
| Чифлик | Τσιφλίκι | Агроктина | Αγρόκτημα | местност на ЮИ от Аматово и на С от Вардаровци |

| Година    | 1913 | 1920 | 1928 | 1940 | 1951 | 1961 | 1971 | 1981 | 1991 | 2001 | 2011 | 2021 |
| --------- | ---- | ---- | ---- | ---- | ---- | ---- | ---- | ---- | ---- | ---- | ---- | ---- |
| Население | 154  | 76   | 872  | 895  | 924  | 1050 | 814  | 958  | 914  | 886  | 774  | 575  |

## Личности
Родени в Аматово
- Петър Карайков (? – 1944), живял в Кара Суле, куриер и четник при Апостол Петков и Иван Карасулийски, участник в Българския комитет в Солун. Починал от естествена смърт.[15]